# Tsugaru-ben
Pour les articles homonymes, voir Tsugaru (homonymie).
Le Tsugaru-ben (津軽弁) est un dialecte du japonais parlé dans la préfecture d'Aomori.
Ses caractéristiques, tant sur le plan de la prononciation que du vocabulaire, le rendent difficilement intelligible des habitants d'autres régions ; aussi n'est-il pas rare de voir des programmes télévisés en Tsugaru-ben sous-titrés dans la langue standard.
Le jour du Tsugaru-ben (津軽弁の日, tsugaru-ben no hi) est célébré le 23 octobre dans la ville d'Aomori.

## Origines
Les origines de ce dialecte remonteraient à l'ancien japonais du VIe – VIIe siècle. On y retrouve aussi l'influence de la langue de l'ethnie aïnou.
Exemples de mots d'origine aïnoue :
- ちゃぺ, chape (chat) ;
- ばっけ, bakke (bourgeon comestible de pétasite du Japon).

## Prononciation
Le Tsugaru-ben présente un certain nombre de différences d'ordre phonologique par rapport au japonais moderne standard. En voici quelques exemples :
- les mores ス (su), ツ (tsu) et ズ (zu) ne sont pas différenciées de シ (shi), チ (chi) et ジ (ji), respectivement. Exemple : sushi → susu ;
- les sons /k/ et /t/ sont voisés lorsqu'ils apparaissent en milieu ou fin de mot. Exemple : 行く (iku, « aller ») → 行ぐ (igu).

La présence de sonorités n'existant pas dans le japonais moderne standard rend la compréhension difficile aux personnes ne parlant pas ce dialecte :
- présence des sons kwa et gwa en plus de ka et ga (la langue standard ne possède que ces deux derniers) ;
- le son /i/ possède une variante se rapprochant du son /u/ que l'on pourrait écrire ï ;
- le son /u/ lui-même possède une variante se rapprochant du son /i/ que l'on pourrait écrire ü ;
- le son /e/ possède une variante se rapprochant du son /i/ que l'on pourrait écrire ẹ.

## Quelques exemples deTsugaru-ben
- どんだんず, dondanzu (oh ! mon dieu !)
- かっちゃ, katcha (maman)
- とっちゃ, totcha (papa)
- はんで, hande en remplacement de ので, node (car, parce que)
- たげ, tage en remplacement de とてもいい, totemoii

Exemples de phrases tirées d'un reportage télévisé :
- 「50年も60年もえぎだふとだもの、としいってまったはんでいえにいるんず。」 au lieu de 「50年も60年も生きた人だから、歳とってしまって家にいる。」
- 「こごおいのどごだばかへでやったばって、ほうがんどごだばな。」 au lieu de 「ここが自分のところだったら食べさせてあげたんだけど、他の人のところだからな。」
- 「なだだば。」 au lieu de 「あなたはだれですか。」
- 「わったくっちゃーしわあいま！」au lieu de 「めちゃ食ってるし、私、今！」
- 「わげづぎだばって、いばだばあってねじゃ、ぬてあってねじゃ。」 au lieu de 「若い時はバスに乗って歩いてたけど、今は使ってない、乗って歩いてない。」

À noter également dans cette phrase un usage dans la région concernant les moyens de transport, on dit en effet バス/車に乗って歩く pour バス/車で行く
- 「したばって、よながになにがおどなりへば、わっどもろどぎびっくりするどぎ、だばあるばって。」 au lieu de 「でも、夜中に何か音鳴りがすれば、ワッと思うときビックリするとき、そいう時はあるから。」
- 「せばだば、まいねびょん！」 au lieu de 「そいう事では、ダメでしょう！　／　それだと、ダメだよ！」
- 「だでばな！」 au lieu de 「そりゃそうでしょう！」
- 「捨ててまれ...」 au lieu de 「捨てちゃえば...」